# コリス
コリス株式会社（英語: Coris Co.,Ltd.）は、大阪府大阪市東淀川区に本社を置く主にチューインガム・ラムネ・キャンディを製造する日本の製菓会社である。1948年創業。「フエガム」などの製造元である。

## 概要
1948年の創業から、現在に至るまで駄菓子屋などで販売されている「フエガム」ほかラムネなどの製造元として知られる。1953年に現社名のコリスへ改称している。
社名のコリスは同じくチューインガム等の製造を手がけていたハリスと親会社・子会社の関係にあったことから命名されたもので、ハリスは1964年に鐘淵紡績（現クラシエホールディングス）に吸収合併されており、結果として子会社の名前のみが存続する形になっている。2010年4月にトップ製菓が発行済み株式67％を取得し子会社化している。
カネボウとは1990年代前半まで関連会社扱いされており、関係も多少はあった。
2016年10月、グループ再編により、製造部門を旧トップ製菓株式会社から商号変更したママリス株式会社に委譲させ、コリス株式会社は新法人のトップ製菓株式会社とともに販売事業のみを担うこととなる。
2020年4月、トップ製菓株式会社と合併した。

## 沿革
- 1948年（昭和23年）5月 - 株式会社桔梗屋を開業。
- 1953年（昭和28年）5月 - （旧）コリス株式会社に商号変更。
- 1960年（昭和35年）6月 - 「フエガム」発売。
- 2010年（平成22年）4月 - トップ製菓株式会社の子会社になる。
- 2016年（平成28年）10月 - グループ再編により、旧会社がママリス株式会社（旧トップ製菓株式会社）に合併。コリス販売株式会社の商号を（新）コリス株式会社に変更。
- 2020年（令和2年）4月 - トップ製菓株式会社と合併。

## 事業所
本店所在地
大阪府大阪市東淀川区下新庄4-4-25
本社・大阪支店
大阪府大阪市東淀川区西淡路6丁目3番38号
東京支店
東京都板橋区板橋1-35-9 エムアイビル9階
名古屋支店
愛知県名古屋市西区秩父通2-46 明和ビル事務所202
九州営業所
福岡県糟屋郡粕屋町長者原東2-9-14

## 主な商品
- フエガム
- フエラムネ
- フーセンガムシリーズ
- そのまんまガムシリーズ
- ソフトキャンディ
- 玉ガムシリーズ

### フエガム
フエガムとは、ガムとして噛むことが可能であると同時にその名の通り笛として音を鳴らして遊ぶことができる菓子である。このアイデアは口笛を吹くのが難しい幼い子供でも口笛を楽しめるようにとの考えから発案されたものである。
形状は中央に穴の開いたドーム状に成形されたガムを2枚貼り合わせたもので、唇にくわえて中央の穴から息を吹きかけることで口笛のような音を鳴らすことができる。
発売は1953年（昭和28年）で、大阪の錠菓メーカー丹信堂が開発した粉末を笛の形に成形する技術に親会社のハリスが着目し、自社が保有するガム原料を粉末にする技術と組み合わせることで製造が可能となった。
当初は成型された2枚のガムを手作業で貼り合わせて製造されていた。その製造・販売権がコリスに譲渡されるとコリスはその製造工程の機械化に着手、全社を挙げての試行錯誤の後に1960年（昭和35年）に機械化に成功し、以後現在のフエガムとして製造されるようになった。
機械化に成功した同社はその後同技術を使用した他品種の製造にも着手し、フエラムネ（1973年）やフエキャンディ（1975年）といった製品を産み出すこととなった。フエチョコも開発されたが、笛として使用した場合にすぐに溶けてしまうため、商品化は見送られた。
同社は上記の過程で開発された「笛の成型技術」「ガム原料の粉末化技術」「成型された食材の貼り合わせ技術」の3点について特許を保持しており、フエガムに類する菓子を製造できるのは事実上同社のみとなっている。